# Szakácsi
Szakácsi là một thị trấn thuộc hạt Borsod-Abaúj-Zemplén, Hungary. Thị trấn này có diện tích 8,62 km², dân số năm 2010 là 137 người, mật độ 16 người/km².